# Who cares?
Who cares?（フー・ケアズ）はbayfmで放送されていたラジオ番組。パーソナリティは槇原敬之。

## 概要
2015年10月4日放送開始。槇原自身が流行やジャンルを問わず、一つのテーマを元にその時の気分で聞いてもらいたい曲とトークを交えながら送る番組。
番組のタイトルである「Who cares?」とは「気にしない」「知ったこっちゃない」の意味が込められている。
17時30分頃に交通情報を放送。
2020年2月13日、槇原の覚醒剤所持による2度目の逮捕が報じられたことを受け、9日放送分のradikoのタイムフリー聴取が不可となり局側は「対応を検討中」としていたが、翌14日番組放送の取りやめ（打ち切り）を発表。16日から9月27日（秋改編）まで『SUNDAY MUSIC FLOAT』（DJ：門脇知子）を放送していた。

## 放送時間
- 毎週日曜日 17:00 - 17:51（2019年10月6日 - 2020年2月9日）

過去の放送時間
- 毎週日曜日 17:00 - 17:52（2015年10月4日 - 2017年3月25日）
- 毎週日曜日 17:00 - 18:00（2017年4月1日 - 2019年9月29日）